# واژنوک
واژنوک (به مجاری:  Vázsnok) یک منطقهٔ مسکونی در مجارستان است که در ناحیه هدی‌هات واقع شده‌است.